# مدالسا شارما
مدالسا ام چاکرابورتی ( به انگلیسی:Madalsa Sharma، زاده ۲۶ سپتامبر ۱۹۹۱)شناخته شده  به عنوان مدالسا شارما یک هنرپیشه هندی است که عمدتاً در تلویزیون هند کار می کند‌.شارما به خاطر ایفای نقش در سریال آنوپاما شناخته شده است.